# Dongou
Pour les articles homonymes, voir Jean Marie Dongou.
Dongou est une ville du Nord-Est de la République du Congo, chef-lieu du district portant ce même nom, situé dans le département de la Likouala. La ville compte près de 10 000 habitants et se situe sur la rivière Oubangui. Dongou se trouve à 50 km d'Impfondo.

## Histoire
Après l'accord franco-allemand de 1911, Dongou demeure dans la colonie française du Moyen-Congo, elle est en 1913 chef-lieu de la circonscription d'Ibenga-Motaba. En 1920, le poste est chef-lieu de subdivision dans la circonscription de l'Inbenga-Likouala. 